# Heliconia burleana
Heliconia burleana är en enhjärtbladig växtart som beskrevs av Abalo och G.Morales. Heliconia burleana ingår i släktet Heliconia och familjen Heliconiaceae. Inga underarter finns listade.

## Bildgalleri

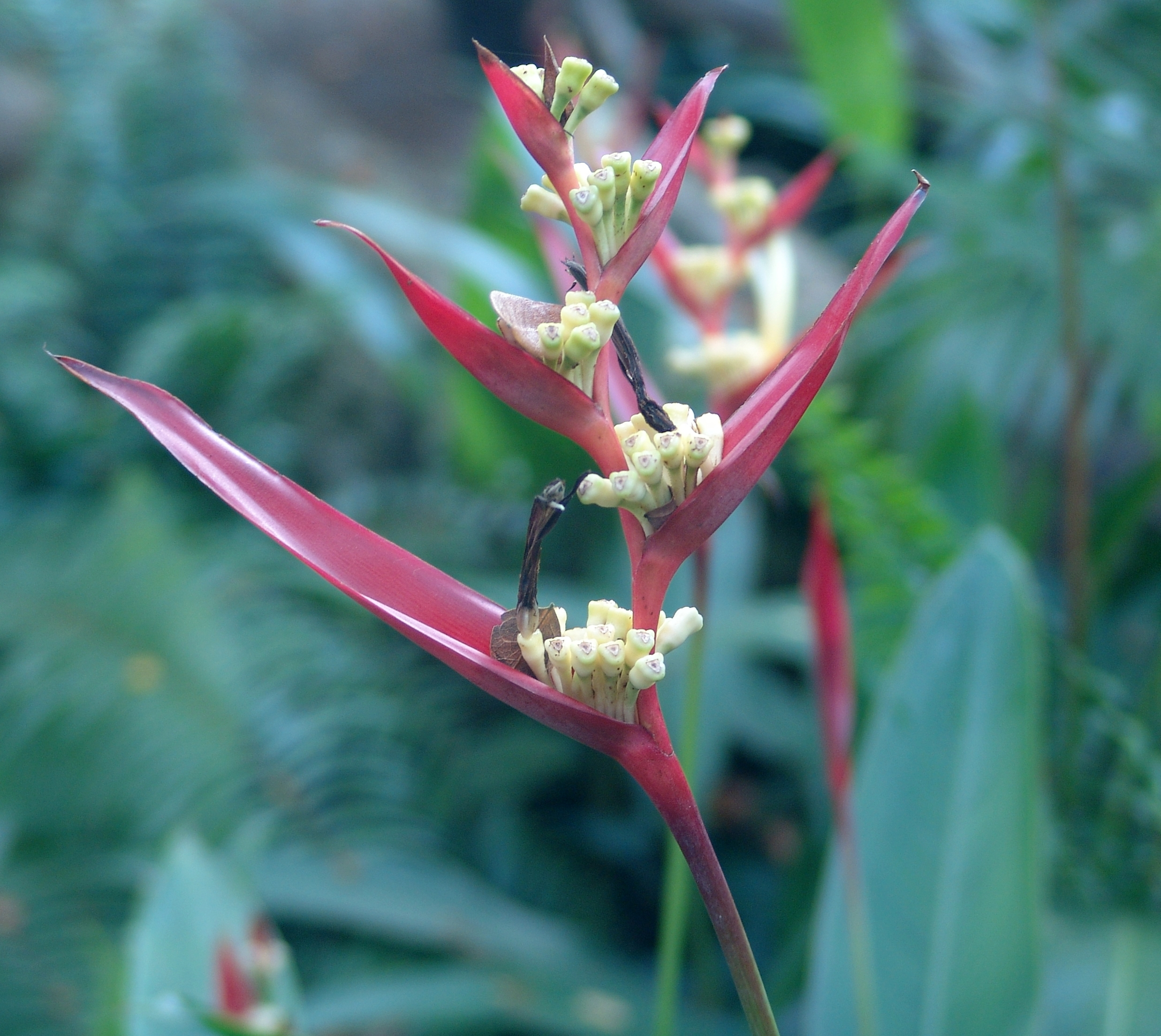